# Tönnersjö församling
Tönnersjö församling var en församling i Göteborgs stift och i Halmstads kommun. Församlingen uppgick 2006 i Eldsbergabygdens församling.
Församlingskyrka var Tönnersjö kyrka.

## Administrativ historik
Församlingen har medeltida ursprung. Församlingen var till 2006 annexförsamling i pastoratet Eldsberga och Tönnersjö som 1962 utökades med Trönninge församling. Församlingen uppgick 2006 i Eldsbergabygdens församling tillsammans med de övriga församlingarna i pastoratet.
Församlingskod var 138006.